# Mundus Vini
MUNDUS VINI je jedna z největších mezinárodních soutěží na světě pro ocenění vín ze všech vinařských oblastí. Soutěž založila Mezinárodní akademie vín–AIVA v roce 2001 prostřednictvím k tomu speciálně vzniklé společnosti MUNDUS VINI GmbH.
Nadto je MUNDUS VINI také členem federace VINOFED v Kanadě („Féderation Mondiale des Grands Concours de Vins et de Spiritueux").
Vína jsou hodnocena pomocí 100–bodového schématu, které bylo na přání OIV (mezinárodní organizace pro révu a víno) vytvořeno Mezinárodním svazem enologů. Toto matematické schéma poskytuje vážený počet bodů pro kritéria vzhledu, vůně, chuti, harmonie/celkového dojmu. V ideálním případě může víno v součtu kritérií dosáhnout 100 bodů. Každé víno je degustováno a hodnoceno porotou složenou z 5-7 porotců.

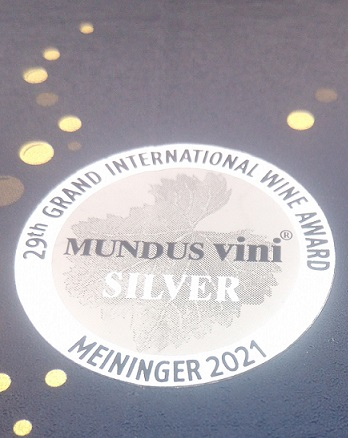
Ocenění Mundus Vini stříbro

Porota se skládá ze 4/7 mezinárodních a 3/7 národních degustátorů. Až do roku 2012 byla podle předpisů OIV oceněna maximálně jedna třetina přihlášených výrobků. Od roku 2013 může být oceněno až 40 % přihlášených vín. Úrovně ocenění jsou velké zlato, zlato a stříbro („Großes Gold, Gold und Silber") Zlato tedy není nejvyšší úroveň. Příkladem kategorie je suché bílé víno v maloobchodě s potravinami do 4 eur za regálovou cenu (včetně DPH). Takže i levné víno by mohlo být oceněno, zatímco lépe hodnocené drahé víno by nedostalo nic.
Předávání cen biovínům se tradičně koná každoročně  v rámci veletrhu BioFach v Norimberku
Výsledky soutěže vín a o jejich producentech poskytuje nakldatelství Meininger Verlag se sídlem v Neustadtu ve zvláštním vydání. Časopis se distribuuje v nákladu více než 100 000 výtisků do všech vinařských, nápojových a gastronomických časopisů vydavatele a prostřednictvím e-mailů s informacemi pro zákazníky od vítězů cen.